# Петеля (комуна)
Петеля (рум. Petelea) — комуна у повіті Муреш в Румунії. До складу комуни входять такі села (дані про населення за 2002 рік):
- Петеля (2455 осіб) — адміністративний центр комуни
- Хабік (325 осіб)

Комуна розташована на відстані 276 км на північ від Бухареста, 23 км на північний схід від Тиргу-Муреша, 84 км на схід від Клуж-Напоки, 138 км на північний захід від Брашова.

## Населення
За даними перепису населення 2002 року у комуні проживали 2780 осіб.
Національний склад населення комуни:
| Національність | Кількість осіб | Відсоток |
| -------------- | -------------- | -------- |
| румуни         | 1680           | 60,4%    |
| цигани         | 944            | 34,0%    |
| угорці         | 119            | 4,3%     |
| німці          | 36             | 1,3%     |
| серби          | 1              | < 0,1%   |

Рідною мовою назвали:
| Мова      | Кількість осіб | Відсоток |
| --------- | -------------- | -------- |
| румунська | 1744           | 62,7%    |
| циганська | 890            | 32,0%    |
| угорська  | 114            | 4,1%     |
| німецька  | 32             | 1,2%     |

Склад населення комуни за віросповіданням:
| Релігія                                       | Кількість осіб | Відсоток |
| --------------------------------------------- | -------------- | -------- |
| православні                                   | 2419           | 87,0%    |
| греко-католики                                | 126            | 4,5%     |
| реформати                                     | 67             | 2,4%     |
| п'ятдесятники                                 | 64             | 2,3%     |
| римо-католики                                 | 50             | 1,8%     |
| лютерани (Синодально-пресвітеріанська церква) | 23             | 0,8%     |
| лютерани (Аугсбурзького сповідання)           | 9              | 0,3%     |
| адвентисти                                    | 7              | 0,3%     |
| баптисти                                      | 1              | < 0,1%   |
| не вказали релігію                            | 1              | < 0,1%   |